# 利龙库尔
利龙库尔（法語：Lironcourt，法語發音：[liʁɔ̃kuʁ] ⓘ）是法国大東部大區孚日省的一个市镇，属于讷沙托区。

## 地理
利龙库尔（47°58'13"N, 5°53'39"E）面积4.84 平方千米，位于法国大東部大區孚日省，该省份为法国东北部内陆省份，北起默兹省和默尔特-摩泽尔省，西接上马恩省，南至上索恩省和贝尔福地区省，东临上莱茵省和下莱茵省。
与利龙库尔接壤的市镇（或旧市镇、城区）包括：阿庞斯河畔弗雷讷、索恩河畔沙蒂永、菲涅韦勒、格里尼翁库尔、莱通。

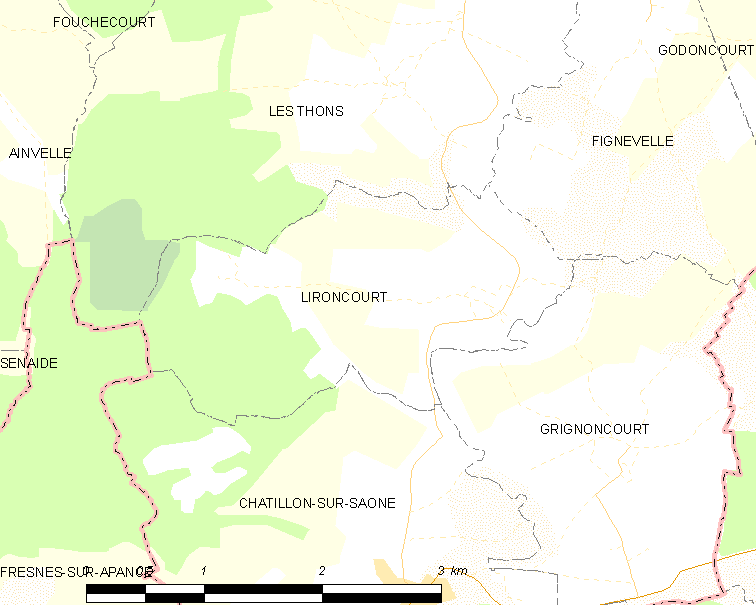
利龙库尔的OSM定位图

利龙库尔的时区为UTC+01:00、UTC+02:00（夏令时）。

## 行政
利龙库尔的邮政编码为88410，INSEE市镇编码为88272。

## 政治
利龙库尔所属的省级选区为达尔内县。

## 人口

1962-2008年间利龙库尔人口变化图示

利龙库尔于2022年1月1日时的人口数量为71人。